# Mariano V de Arborea
Mariano V fue juez de Arborea desde 1387 hasta su muerte. Era el hermano menor del juez Federico de Arborea que gobernó bajo la regencia de su madre, la célebre Leonor de Arborea. 
Nació en Castel Genovese (hoy en día Castelsardo) entre 1378 y 1379 de Leonor de Arborea y Brancaleone Doria, un noble perteneciente a la célebre dinastía de origen genovés. A la muerte de su tío Hugo III de Arborea, Mariano y su hermano mayor Federico fueron reconocidos como legítimos herederos al juzgado, bajo la regencia de su madre Leonor. Mientras tanto su padre Brancaleone, que en aquel momento se encontraba en la corte aragonesa, fue arrestado por orden del rey Pedro el Ceremonioso, como chantaje en los confrontamientos de la rival Arborea. En 1387 su hermano murió y después Mariano quedó como único heredero, mientras su madre continuaba la lucha contra la Corona de Aragón. El 24 de enero de 1388 Leonor consiguió firmar un pacto con los enemigos, que trajo la paz y el reconocimiento de Mariano como soberano.
En 1391 Mariano acompañó a su padre en la ocupación de Sassari y Osilo. Mariano tenía catorce años cuando en 1392 su madre promulgó la Carta de Logu que lo declaraba adulto. Como primer acto, reafirmó inmediatamente los pactos ya establecidos con Aragón, pero el poder en realidad permaneció casi siempre en las manos de su padre Brancaleone y de su madre Leonor, que murió en 1402.
Mariano V murió de peste algunos años tras la ley, en 1407, sin dejar herederos y causando así una crisis de sucesión, que se resolvió a favor de Guillermo III de Narbona, nieto de su tía Beatriz.
| Predecesor: Federico de Arborea (regencia de Leonor de Arborea) | Juez de Arborea 1387-1407 | Sucesor: Guillermo III de Narbona-Bas |

- Datos: Q2437352